# Ортофосфат кальция
Ортофосфа́т ка́льция (трикальцийфосфат) — неорганическое вещество, соль кальция и ортофосфорной кислоты с химической формулой Ca3(PO4)2. Существует в виде двух модификаций (α и β), отличающихся физическими свойствами. Содержится в костной ткани, входит в состав минералов. Широко применяется в сельском хозяйстве как удобрение, а также для подкормки скота, в промышленности для производства абразивов, керамики и стекла.

## Свойства
Ортофосфат кальция представляет собой бесцветное кристаллическое вещество. Существует в двух модификациях — α (моноклинная сингония) и β (гексагональная сингония). α-модификация имеет температуру плавления > 1200 °С, плотность 2,81 г/см3; β-модификация — температуру плавления 1670 °C и плотность 3,067 г/см3. Обе модификации имеют плохую растворимость в воде — 0,0025 % (масс.) при 20 °C. При действии кислот ортофосфат кальция переходит в более растворимые гидрофосфаты.

## Нахождение в природе
Ортофосфат кальция широко распространён в природе. Входит в состав минералов фосфорита, апатита, гидроксиапатита.

## Биологическая роль
Является основным строительным материалом для костей и зубов позвоночных.

## Применение
Применяется как источник кальция для подкормки скота и птиц. В составе фосфоритной муки используется как удобрение для кислых почв. Применяют в производстве керамики и стекла, абразивов. Является исходным сырьём для получения фосфорной кислоты и фосфора. Применяется в пищевой промышленности в качестве разрыхлителя. Также входит в состав некоторых лекарств.